# Simonds Farsons Cisk
 (mai 2021).
Si vous disposez d'ouvrages ou d'articles de référence ou si vous connaissez des sites web de qualité traitant du thème abordé ici, merci de compléter l'article en donnant les références utiles à sa vérifiabilité et en les liant à la section « Notes et références ».
Simonds Farsons Cisk est une brasserie créée à Malte en 1928.

## Histoire
« The Malta Export Brewery » a été créée quand la première banque privée maltaise, établie en 1840 pas Giuseppe Scicluna, a racheté l'entreprise de l'un de ses clients en 1928. Ils détenaient alors les droits exclusifs pour fabriquer de la bière et de ce rachat est née la première bière maltaise, la 'Cisk Pilsner'.
« The Malta Export Brewery » a finalement fusionné avec sa rivale la « Simonds Farsons Limited » en 1948. Cette entreprise avait elle-même été créée en 1929 par la fusion de L. Farrugia and Sons (plus connu sous le nom de Farsons) et de la filiale maltaise de la brasserie Simonds basée en Angleterre. Ainsi est née l'entreprise "Simonds Farsons Cisk".

## Bières
Simonds Farsons Cisk produit les bières suivantes :
- Cisk (Lager), bière à basse fermentation avec un degré d'alcool de 4,2 %. Elle possède des notes fruitées et une douce saveur de malt. Le nom Cisk provient du surnom de Mr Giusepe Scicluna "Ic-Cisk", qui provient lui-même du mot anglais « Check ». Les Maltais n'étant pas habitués à prononcer ce mot l'ont transformé en « Cisk » et comme Giusepe Scicluna était réputé grand utilisateur de Chèques, cela lui valut son surnom.
- Cisk Export (Premium Lager),
- Hopleaf (Pale Ale),
- Hopleaf Extra (Premium Pale Ale),
- Blue Label (Ale),
- Lacto (Milk Stout),
- Traditional and Lemon & Lime (panaché)

En outre, elle brasse sous licence Carlsberg et Skol ainsi qu'une boisson non alcoolisée unique, le Kinnie.